# Pitalillo
Pitalillo är en ort i Mexiko.   Den ligger i kommunen Tierra Blanca och delstaten Veracruz, i den sydöstra delen av landet, 290 km öster om huvudstaden Mexico City. Pitalillo ligger 135 meter över havet och antalet invånare är 225.
Terrängen runt Pitalillo är platt, och sluttar österut. Runt Pitalillo är det ganska tätbefolkat, med 65 invånare per kvadratkilometer. Närmaste större samhälle är Huixcolotla, 7,0 km söder om Pitalillo. Trakten runt Pitalillo består till största delen av jordbruksmark.